# Hotel Claridge (Nueva York)
El Hotel Claridge era un edificio de gran altura de 16 pisos en Times Square en Manhattan, Nueva York, en la esquina sureste de Broadway y 44th Street. Originalmente conocido como el Hotel Rector, fue construido en ladrillo al estilo Beaux-arts en 1910-1911. El inmueble de 14 pisos tenía 240 habitaciones y 20 067 m². Operó durante 61 años hasta que fue demolido en 1970 y reemplazado por 1500 Broadway.

## Historia
El Hotel Rector fue fundado por George Rector como complemento de su popular restaurante, fundado por su padre y frecuentado por ricos y famosos de Nueva York, incluidos Diamond Jim Brady y Cornelius Vanderbilt III. El momento de su nueva empresa fue desafortunado, porque a medida que se desarrollaba el hotel, se estrenó una popular obra de Broadway, llamada La chica del rectorado. La obra fue considerada indecente por muchos críticos y le dio al nombre del Rector una reputación desagradable. Rector responsabilizó a la obra cuando declaró en quiebra su nuevo hotel en mayo de 1913. 
Los nuevos propietarios querían un nuevo nombre para escapar del estigma, por lo que el Hotel Rector se convirtió en el Hotel Claridge en 1913. El nuevo nombre evocaba el exclusivo Claridge's de Londres. Aunque ya no usaban el nombre anterior, la nueva dirección se negó a permitir el uso de la marca Rector para otro restaurante. Rector demandó con éxito para recuperar el uso de su propio nombre.
La American Society of Composers, Authors and Publishers (ASCAP) fue fundada en el Hotel Claridge el 13 de febrero de 1914.
En 1923, el inversionista inmobiliario Benjamin Winter compró el hotel por 3 millones de dólares. En mayo de 1964 fue comprado por Douglas Leigh Inc. por una suma no especificada. Leigh indicó que convertiría el hotel en un edificio comercial, con tiendas, un restaurante y espacio para exhibiciones en los pisos inferiores y salas de exposición, oficinas y salas de reuniones en los pisos superiores.
Una de las imágenes más perdurables de Times Square es la del “hombre de Camel”, que entre 1941 y 1966 lanzaba aros de humo de cigarrillo las 24 horas del día desde una valla publicitaria de la marca Camel montada en el Hotel Claridge.

### Demolición y reconstrucción
El edificio fue demolido en 1970 para dar paso a una torre de oficinas de 33 pisos. La National General Corporation basó sus operaciones del este en el edificio y también incorporó una sala de cine en el edificio, la primera sala de cine nueva en Times Square en más de 30 años, que se inauguró el 12 de diciembre de 1972 con el estreno de La aventura de Poseidón. El teatro agregó una pantalla en 1982 y cerró en 1998.
El primer y segundo piso están ocupados por los estudios de Times Square de ABC, sede del programa de televisión Good Morning America.

## En la cultura popular
En la película The Hustler (1961), con Jackie Gleason y Paul Newman, las escenas de la piscina se rodaron en el bar del Hotel Claridge.
En la película Midnight Cowboy (1969), Joe Buck (Jon Voight) se aloja en el Hotel Claridge al comienzo de su estancia en Nueva York (pero pronto es expulsado por falta de pago).

## Galería

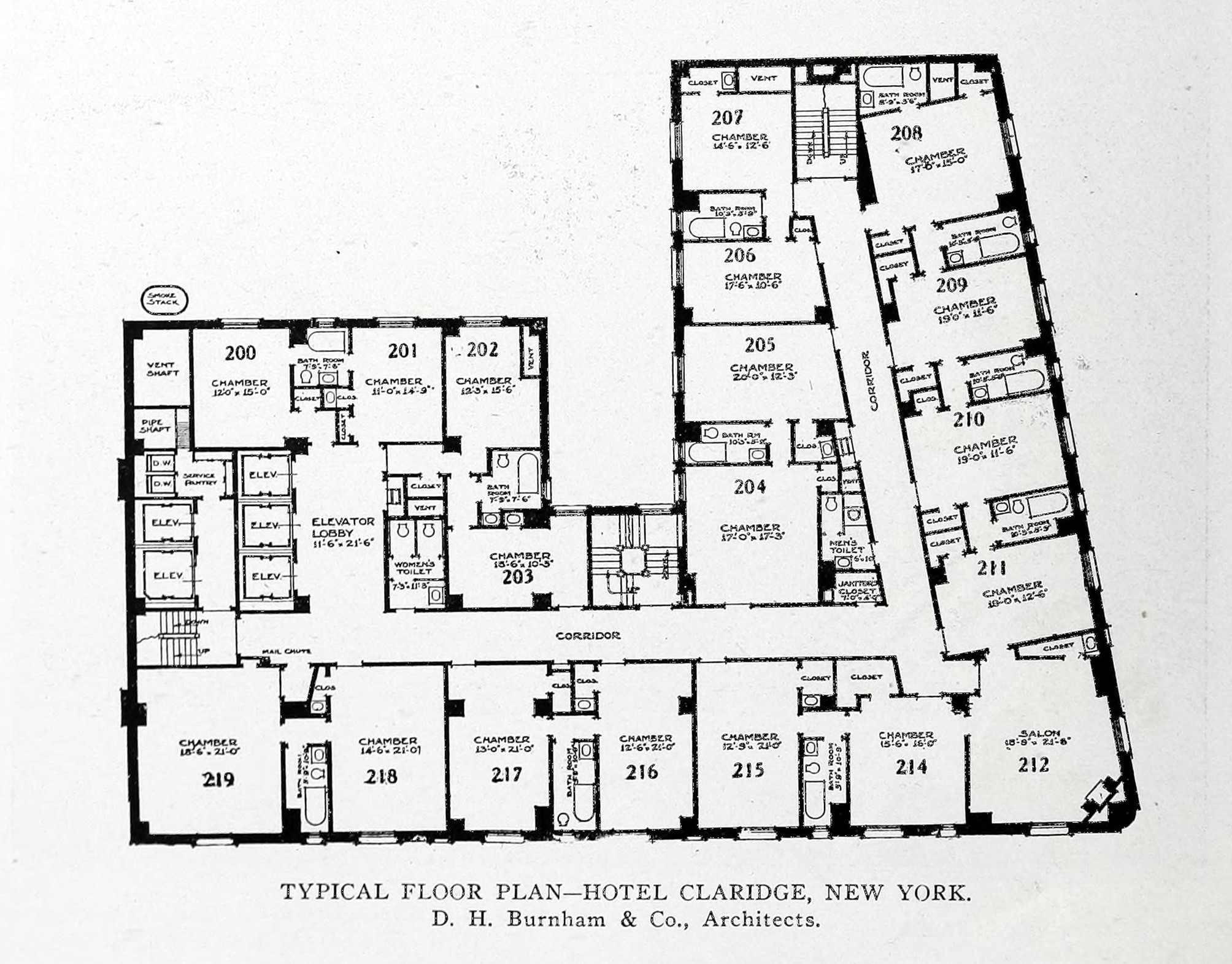
Planta típica del hotel
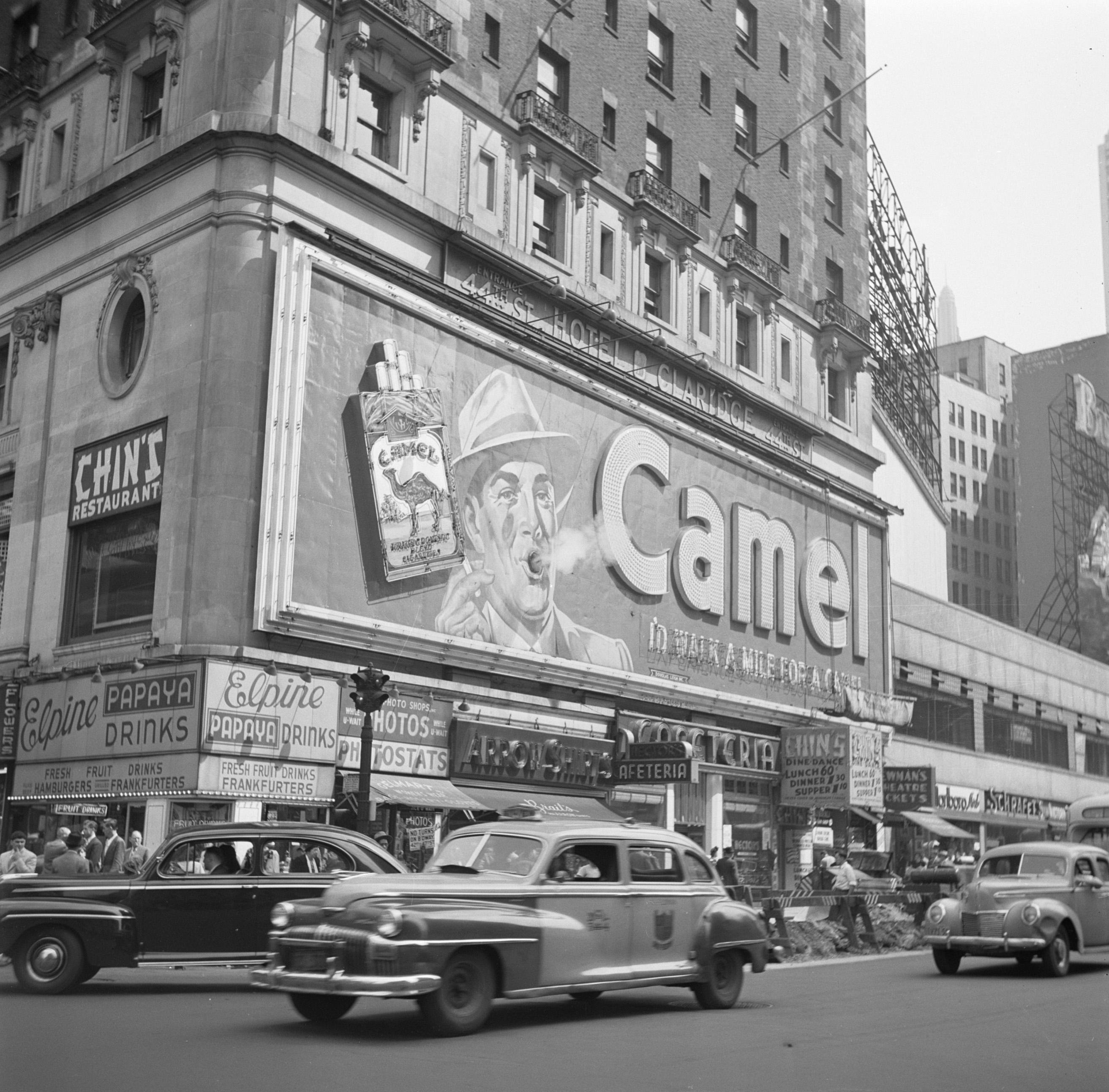
Valla de Camel en Times Square